# Acromitostoma rhinoceros
Acromitostoma rhinoceros is een hooiwagen uit de familie aardhooiwagens (Nemastomatidae). De wetenschappelijke naam van Acromitostoma rhinoceros gaat  terug op Roewer. De originele naamcombinatie (protoniem) was Nemastoma rhinoceros Roewer, 1919. Een volgende naamrecombinatie werd gepubliceerd als Acromitostoma rhinoceros (Roewer 1919), in Roewer 1951, dan later, vaak vervolgens herhaald met dat publicatiejaar van "1951" ten onrechte gekoppeld aan de soortnaam. Het was later een spelfout als "rhinocerus" in Rambla 1983. Deze latere spelling kan als technisch onjuist worden beschouwd (spellingvariant).